# Liste öffentlicher Bücherschränke im Landkreis Esslingen
In der Liste öffentlicher Bücherschränke im Landkreis Esslingen sind öffentliche Bücherschränke für Orte, die zum Landkreis Esslingen in Baden-Württemberg gehören, aufgeführt. Sie ist primär nach Orten sortiert, unabhängig davon, ob es sich um Ortsteile, Gemeinden oder Städte handelt. Der Artikel ist Teil der übergeordneten Liste öffentlicher Bücherschränke in Baden-Württemberg. Ein öffentlicher Bücherschrank ist ein Schrank oder schrankähnlicher Aufbewahrungsort mit Büchern, der dazu dient, Bücher kostenlos, anonym und ohne jegliche Formalitäten zum Tausch oder zur Mitnahme anzubieten. Die Liste erhebt keinen Anspruch auf Vollständigkeit.

## Öffentliche Bücherschränke im Landkreis Esslingen
Derzeit sind im Landkreis Esslingen 22 öffentliche Bücherschränke erfasst (Stand: 17. August 2025):
| Bild | Ausführung    | Ort                                    | Seit          | Anmerkung | Geokoordinaten                                      |
| ---- | ------------- | -------------------------------------- | ------------- | --- | --------------------------------------------------- |
|      | Bücherschrank | Bernhausen (Filderstadt)               | 2022          | im Herbst eröffnet | 48,67891° N, 9,21774° O Bernhäuser Hauptstr. 29     |
|      | Metallschrank | Echterdingen (Leinfelden-Echterdingen) |               | am Mobilitätspunkt Stadionstraße und U6 Haltestelle in Echterdingen, wird von Paten gepflegt.                                                                                | 48,69461° N, 9,17497° O Stadionstrasse Echterdingen |
|      | Bücherzelle   | Esslingen am Neckar                    | Sep. 2021     | am Café Flandern | 48,746771° N, 9,316746° O Flandernstraße 49         |
|      | Bücherschrank | Esslingen am Neckar                    |               | Schrank allgemein fürs Weiterverschenken, nicht nur Bücher; vor der Evangelisch-methodistischen Kirche                                                                       | ⊙ Friedensstraße 6                                  |
|      | Bücherregal   | Frickenhausen                          | Mai 2021      | Das Offene Bücherregal der Kreativwerkstatt Steinach befindet sich unter dem Vordach am Eingang zur Pralinenwerkstatt „Schokoschnute“.                                       | 48,59325° N, 9,355969° O Wielandstraße 2/1          |
|      | Bücherregal   | Grötzingen (Aichtal)                   | 2019          | vor der Stadtbücherei Aichtal im Helenenheim in Aichtal-Grötzingen | 48,6261° N, 9,26314° O Hindenburgstraße 18          |
|      | Bücherzelle   | Hochdorf                               | Mai 2014      | zwischen Rathaus und evangelischem Gemeindehaus | 48,692929° N, 9,462345° OKirchstraße                |
|      | Telefonzelle  | Kirchheim unter Teck                   | 30. Apr. 2011 | „Kirchheimer Bücherzelle“ vom Tauschring des Bürgerbüros realisiert, barrierefreier Zugang am Roßmarkt                                                                       | 48,6462° N, 9,45153° O Marktstraße 54               |
|      | Bücherschrank | Kleinbettlingen (Bempflingen)          | 15. Dez. 2017 | Das Bücherregal wurde vom „Kukukl-Verein“ (KulturKuriosKleinbettlingen e. V.) bei Fam. Stiefel aufgestellt.                                                                  | 48,571113° N, 9,286366° O Grafenbergerstraße 30     |
|      | Bücherschrank | Linsenhofen (Frickenhausen)            | 12. Juli 2018 | Der unter Mithilfe von Schülern der Klasse 2 der Grundschule gebaute Schrank hängt an der Wand neben der Eingangstür des Rathauses (Ortsverwaltung Linsenhofen).             | 48,581444° N, 9,369358° O Theodor-Heuss-Straße 5    |
|      | Bücherzelle   | Nürtingen                              | 2015          | Die Büchertelefonzelle Nürtingen stand bis Mai 2022 in der Kirchstraße 30 und wurde danach im Zuge einer Generalsanierung des NC-Gebäudes am aktuellen Standort aufgestellt. | 48,62574° N, 9,33861° O Am Obertor 21               |
|      | Telefonzelle  | Ötlingen (Kirchheim unter Teck)        |               | Stuttgarter Straße | Stuttgarter Straße 181                              |
|      | Bücherbaum    | Parksiedlung (Ostfildern)              | 2016          | Herzog-Philipp-Platz (vor dem Naschmarkt) | 48,726041° N, 9,273016° O Herzog-Philipp-Platz      |
|      | Bücherschrank | Plattenhardt (Filderstadt)             |               | im Hof der Kunstschule | 48,65456° N, 9,19942° O Schulstraße 13              |
|      | Bücherregal   | Pliensauvorstadt (Esslingen am Neckar) | 2010          | Im Mehrgenerationen- und Bürgerhaus | 48,73495° N, 9,29965° O Weilstraße 8                |
|      | Bücherregal   | Plochingen                             | 2019          | Bücherregal vor dem im.Markt8 | 48,70984° N, 9,41915° O Am Markt 8                  |
|      | Bücherbäume   | Sielmingen (Filderstadt)               |               | 2 Baumskulpturen als Bücherschränke | 48,67197° N, 9,23702° O Wielandstraße 6             |
|      | Metallschrank | Stetten (Leinfelden-Echterdingen)      |               | steht am Mobilitätspunkt Hof in Stetten, wird von Paten gepflegt | 48,67111° N, 9,174541° O Sielminger Str. 1          |
|      | Telefonzelle  | Thomashardt (Lichtenwald)              |               | | 48,75658° N, 9,48647° O Erlenhof 1                  |
|      | Bücherregal   | Wendlingen am Neckar                   | vor Nov. 2023 | | 48,671093° N, 9,377965° O Am Johannesforum          |
|      | Bücherschrank | Wolfschlugen                           | seit Nov 2024 | vor dem Säle (Pfarrhaussal) jederzeit zugänglich, abends Licht | Kirchstr. 10                                        |
|      | Bücherregal   | Wolfschlugen                           |               | Nürtinger Str. 3 (in der katholischen Kirche) |                                                     |

## Statistik
Für einen Vergleich zu den anderen Land- und Stadtkreisen Baden-Württembergs sowie zum Landesdurchschnitt siehe die Statistik öffentlicher Bücherschränke in Baden-Württemberg.